# Kategoria Superiore (2010/2011)
Sezon 2010/2011 był 72. sezonem Mistrzostw Albanii w piłce nożnej i trzynastym rozgrywanym pod nazwą „Kategoria Superiore”. Liga podczas rozgrywek skupiała 12 zespołów, które rozgrywały ze sobą po trzy mecze, z czego każda z drużyn rozegrała mecz i rewanż z drużną przeciwną na boisku rywala. Trzeci mecz każdej z drużyn został rozegrany według schematu zamieszczonego poniżej w zależności od miejsca zajętego w zasadniczym cyklu rozgrywek. Tytułu broniła drużyna Dinamo Tirana, ale ostatecznie nowym mistrzem Albanii została drużnya Skënderbeu Korcza. Najskuteczniejszym zawodnikiem okazał się Daniel Xhafaj z Flamurtari Vlora, który zdobył 19 bramek.

## Drużyny
| Uczestnicy poprzedniej edycji                                                                                 | Uczestnicy poprzedniej edycji | Uczestnicy poprzedniej edycji | Uczestnicy poprzedniej edycji |
| --- | ----------------------------- | ----------------------------- | ----------------------------- |
| DIN | Dinamo Tirana                 | 1                             |                               |
| BES | Besa Kavaja                   | 2                             |                               |
| TIR | KF Tirana                     | 3                             |                               |
| LAÇ | KF Laçi                       | 4                             |                               |
| FLV | Flamurtari Vlora              | 5                             |                               |
| VLS | KF Vllaznia                   | 6                             |                               |
| SHK | KS Shkumbini                  | 7                             |                               |
| TEU | Teuta Durrës                  | 8                             |                               |
| KAS | Kastrioti Kruja               | 9                             |                               |
| SKË | Skënderbeu Korcza             | 10                            |                               |
| Awans z Kategoria e Parë                                                                                      |                               |                               |                               |
| BYL | Bylis Ballsh                  | 1                             |                               |
| ELB | KS Elbasani                   | 2                             |                               |
| Oznaczenia: - kolumna pierwsza – skróty nazw drużyn, - kolumna trzecia – miejsce zajęte w poprzednim sezonie. |                               |                               |                               |

## Tabela
| Lp. | Drużyna               | M  | Z  | R  | P  | Bramki | Bramki | Różn. | Pkt | Uwagi                                        |
| --- | --------------------- | -- | -- | -- | -- | ------ | ------ | ----- | --- | -------------------------------------------- |
| 1   | Skënderbeu Korcza (M) | 33 | 23 | 4  | 6  | 52     | 23     | +29   | 73  | Liga Mistrzów UEFA • II runda kwalifikacyjna |
| 2   | Flamurtari Vlora1     | 33 | 22 | 3  | 8  | 62     | 27     | +35   | 66  | Liga Europy UEFA • I runda kwalifikacyjna    |
| 3   | KF Vllaznia           | 33 | 17 | 8  | 8  | 41     | 27     | +14   | 59  | Liga Europy UEFA • I runda kwalifikacyjna    |
| 4   | KF Laçi               | 33 | 14 | 5  | 14 | 44     | 44     | 0     | 47  |                                              |
| 5   | KF Tirana             | 33 | 11 | 11 | 11 | 42     | 31     | +11   | 44  | Liga Europy UEFA • II runda kwalifikacyjna2  |
| 6   | Bylis Ballsh          | 33 | 13 | 4  | 16 | 44     | 48     | −4    | 43  |                                              |
| 7   | Teuta Durrës          | 33 | 11 | 9  | 13 | 38     | 40     | −2    | 42  |                                              |
| 8   | Kastrioti Kruja       | 33 | 11 | 9  | 13 | 40     | 47     | −7    | 42  |                                              |
| 9   | KS Shkumbini          | 33 | 12 | 6  | 15 | 43     | 54     | −11   | 42  | Baraże o pozostanie                          |
| 10  | Dinamo Tirana         | 33 | 10 | 9  | 14 | 46     | 50     | −4    | 39  | Baraże o pozostanie                          |
| 11  | Besa Kavaja (S)       | 33 | 10 | 9  | 14 | 35     | 47     | −12   | 39  | Spadek do Kategorii e Parë                   |
| 12  | KS Elbasani3 (S)      | 33 | 4  | 3  | 26 | 30     | 79     | −49   | 12  | Spadek do Kategorii e Parë                   |

## Wyniki
W Albanii rozgrywa się trzy rundy spotkań piłkarskich. Podczas pierwszych dwóch rund wszystkie drużyny grają ze sobą mecz jako gospodarz i rewanż na wyjeździe, w sumie 22 mecze. Po ich zakończeniu wyznacza się mecze w trzeciej rundzie według schematu poniżej w zależności od miejsc które drużyny zajmowały po dwóch rundach. W ten sposób drużyny rozgrywają kolejnych 11 meczów co daje łącznie 33 mecze w sezonie.

### Pierwsza i druga runda
| Gospodarz \ Gość  | BES | BYL | DIN | ELB | FLV | KAS | LAÇ | SHK | SKË | TEU | TIR | VLS |
| Besa Kavaja       |     | 2:1 | 1:1 | 2:0 | 0:0 | 0:0 | 1:2 | 2:1 | 0:2 | 0:0 | 2:1 | 0:1 |
| Bylis Ballsh      | 3:1 |     | 3:1 | 1:2 | 1:0 | 1:0 | 1:2 | 3:2 | 1:1 | 3:0 | 1:1 | 0:0 |
| Dinamo Tirana     | 2:1 | 2:1 |     | 2:1 | 0:1 | 0:0 | 3:3 | 1:0 | 1:3 | 1:2 | 1:2 | 0:0 |
| KS Elbasani       | 1:1 | 3:2 | 1:3 |     | 1:2 | 1:1 | 2:3 | 1:2 | 1:0 | 2:0 | 1:1 | 0:4 |
| Flamurtari Vlora  | 1:0 | 1:0 | 3:1 | 4:0 |     | 3:0 | 1:0 | 4:2 | 4:0 | 1:0 | 2:1 | 2:0 |
| Kastrioti Kruja   | 2:1 | 2:1 | 1:2 | 3:1 | 1:2 |     | 3:1 | 2:0 | 0:0 | 3:1 | 0:0 | 0:0 |
| KF Laçi           | 1:0 | 3:1 | 0:0 | 1:0 | 0:1 | 2:0 |     | 2:0 | 0:1 | 1:0 | 1:1 | 0:1 |
| KS Shkumbini      | 2:2 | 4:2 | 1:0 | 3:2 | 3:1 | 2:2 | 2:1 |     | 3:1 | 1:1 | 1:3 | 1:0 |
| Skënderbeu Korcza | 4:0 | 2:0 | 3:2 | 1:0 | 1:0 | 5:1 | 2:1 | 1:0 |     | 2:0 | 2:1 | 2:0 |
| Teuta Durrës      | 1:2 | 6:0 | 1:2 | 2:1 | 2:1 | 1:1 | 0:0 | 1:0 | 2:0 |     | 0:0 | 0:3 |
| KF Tirana         | 0:0 | 2:1 | 1:1 | 3:1 | 2:1 | 4:0 | 2:0 | 0:0 | 0:0 | 2:0 |     | 0:2 |
| KF Vllaznia       | 2:1 | 3:2 | 0:4 | 3:0 | 1:3 | 1:0 | 2:1 | 0:0 | 2:1 | 0:0 | 0:0 |     |

Źródło: 
Objaśnienia:
1Drużyna gospodarzy jest wymieniona po lewej stronie tabeli.
2Mecz został zweryfikowany na wyniki 0:2 dla drużny Skenderbeu Korce.
Kolory: zielony – zwycięstwo gospodarzy, żółty – remis, różowy – zwycięstwo gości.

### Trzecia runda
Zestawienie par w trzeciej rundzie (cyfry oznaczają pozycję drużyn po 22 kolejkach ligowych):
```
 23 kolejka   24 kolejka   25 kolejka   26 kolejka  27 kolejka    28 kolejka
  1 – 12      11 – 1       1 – 10        9 – 1       1 – 8         7 – 1
  2 – 11      10 – 2       2 – 9         8 – 2       2 – 7         6 – 2
  3 – 10       9 – 3       3 – 8         7 – 3       3 – 6         5 – 3
  4 – 9        8 – 4       4 – 7         6 – 4       4 – 5         4 – 12
  5 – 8        7 – 5       5 – 6         5 – 12     11 – 9         8 – 11
  6 – 7        6 – 12     12 – 11       10 – 11     12 – 10        9 – 10
 
 29 kolejka    30 kolejka  31 kolejka  32 kolejka   33 kolejka
  1 – 6         5 – 1       1 – 4        3 – 1       1 – 2
  2 – 5         4 – 2       2 – 3        2 – 12     11 – 3
  3 – 4         3 – 12     11 – 5        4 – 11     10 – 4
 11 – 7         6 – 11     10 – 6        5 – 10      9 – 5
 10 – 8         7 – 10      9 – 7        6 – 9       8 – 6
 12 – 9         8 – 9      12 – 8        7 – 8      12 – 7

```

| Gospodarz \ Gość  | BES | BYL | DIN | ELB | FLV | KAS | LAÇ | SHK | SKË | TEU | TIR | VLS |
| Besa Kavaja       |     | 2:1 | 1:0 |     |     | 3:2 |     |     | 0:0 |     | 3:2 |     |
| Bylis Ballsh      |     |     |     |     | 1:0 |     | 1:0 | 2:0 |     | 1:0 |     | 2:0 |
| Dinamo Tirana     |     | 1:1 |     | 3:1 |     |     |     | 4:1 | 2:3 | 0:0 | 0:0 |     |
| KS Elbasani       | 0:1 | 0:2 |     |     |     | 1:2 |     | 1:2 |     | 2:4 |     |     |
| Flamurtari Vlora  | 3:0 |     | 6:2 | 8:0 |     | 1:0 |     |     | 1:0 |     | 2:1 |     |
| Kastrioti Kruja   |     | 2:1 | 4:3 |     |     |     |     |     | 0:2 | 3:1 | 2:0 |     |
| KF Laçi           | 3:2 |     | 1:0 | 3:1 | 1:1 | 3:1 |     |     |     |     |     | 1:3 |
| KS Shkumbini      | 2:2 |     |     |     | 2:1 | 2:1 | 2:5 |     |     |     |     | 1:0 |
| Skënderbeu Korcza |     | 3:1 |     | 1:0 |     |     | 2:0 | 2:0 |     | 1:0 |     | 3:0 |
| Teuta Durrës      | 4:2 |     |     |     | 1:1 |     | 3:2 | 3:1 |     |     |     | 0:0 |
| KF Tirana         |     | 0:2 |     | 6:1 |     |     | 4:0 | 1:0 | 0:1 | 1:2 |     |     |
| KF Vllaznia       | 2:0 |     | 3:1 | 3:1 | 3:0 | 1:1 |     |     |     |     | 1:0 |     |

Aktualne na 16 maja 2011. Źródło: 
Objaśnienia:
1Drużyna gospodarzy jest wymieniona po lewej stronie tabeli.
Kolory: zielony – zwycięstwo gospodarzy, żółty – remis, różowy – zwycięstwo gości.

## Baraże o Kategorię Superiore
Według obowiązującego regulaminu rozgrywek do baraży przystąpiły drużyny: zespół który zajął 9. miejsce w Kategorii Superiore (przeciwko drużynie która zajęła 4. miejsce w Kategoria e Parë) oraz drużyna z 10. miejsca w Kategorii Superiore (przeciwko drużynie z 3. miejsca w Kategorii e Parë).
| 25 maja 2011 16:00 | Shkumbini Peqin · Mustafaj 93' | 1:0 (dog.)0:0 | Adriatiku Mamurrasi | Stadion Niko Dovana, Durrës Widzów: 500 Sędzia: E. Peza |
|                    |                                |               |                     |                                                         |

| 26 maja 2011 16:00 | Besëlidhja Lezhë · Lika 36' | 1:4 | Dinamo Tirana · 38' Ferraj · 44' Martirena · 54' Allmuça · 64' Vila | Stadion Besa, Kavajë Widzów: 800 Sędzia: L. Jemini |
|                    |                             |     |                                                                     |                                                    |

## Najlepsi strzelcy
| Lp. | Zawodnik            | Drużyna           | Bramki |
| --- | ------------------- | ----------------- | ------ |
| 1   | Daniel Xhafa        | Flamurtari Vlora  | 19     |
| 2   | Pero Pejić          | KF Tirana         | 14     |
| 3   | Brunild Pepa        | Teuta Durrës      | 13     |
| 3   | Emiljano Vila       | Dinamo Tirana     | 13     |
| 3   | Alfredo Rafael Sosa | Skënderbeu Korcza | 13     |
| 3   | Vilfor Hysa         | KF Laçi           | 13     |
| 7   | Vioresin Sinani     | KF Vllaznia       | 11     |
| 7   | Elis Bakaj          | Dinamo Tirana     | 11     |
| 7   | Mladen Brkić        | Dinamo            | 11     |
| 10  | Sebino Plaku        | Flamurtari Vlora  | 10     |
| 10  | Fjodor Xhafa        | Bylis Ballsh      | 10     |